# BMW M50

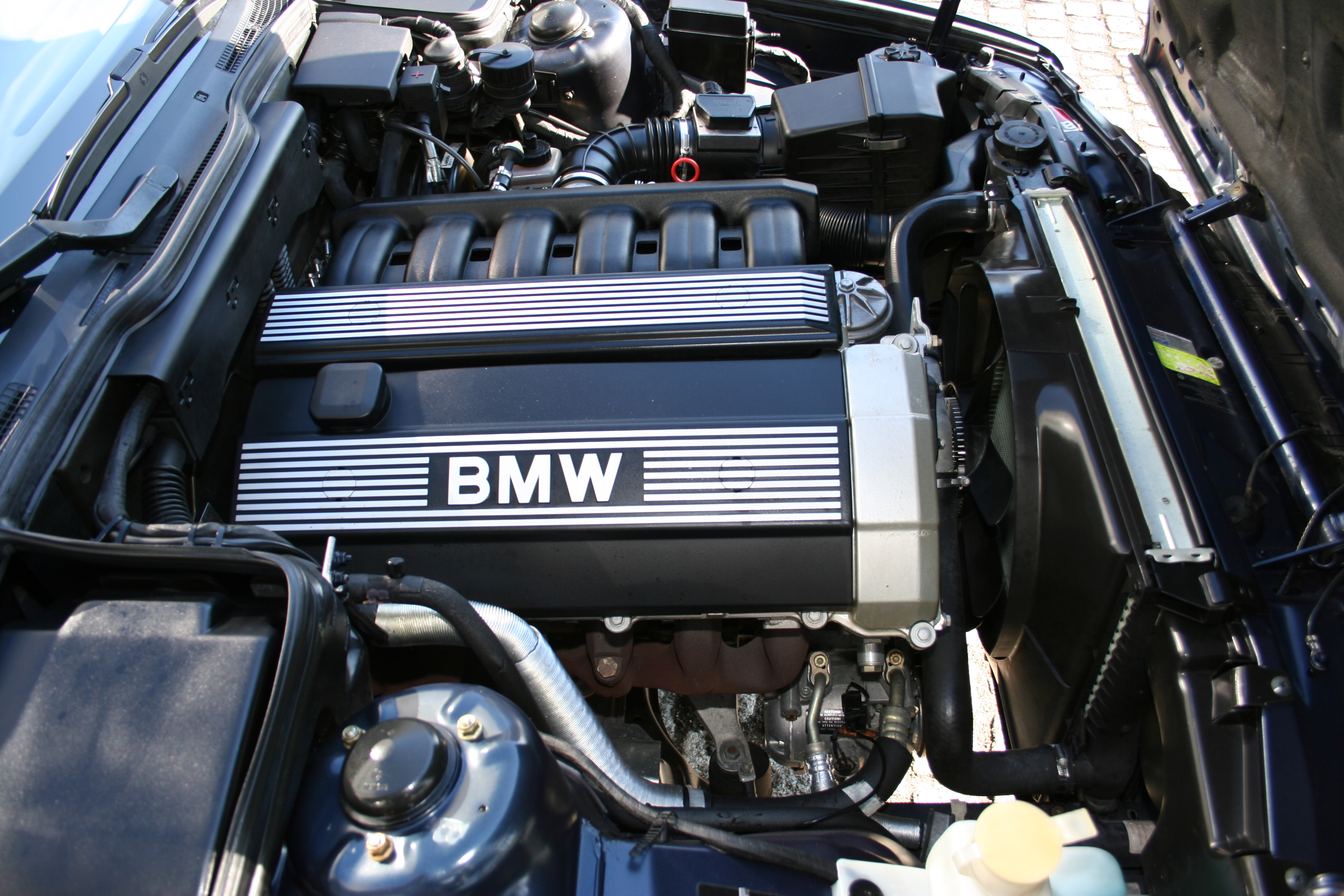
M50 Bez Vanosa

BMW M50 – sześciocylindrowy rzędowy silnik DOHC produkcji BMW stosowany od 1989, w roku 1994 zastąpiony silnikiem M52. Równolegle od 1992 do 1998 roku dostępna była wersja ze systemem zmiennych faz rozrządu, nazywanym przez producenta VANOS(M50TUB20 oraz M50TUB25). Silnik stosowany był w modelach E34 i E36.

## M50B20
| Liczba cylindrów                              | 6                                 |
| Średnica cylindrów                            | 80 mm                             |
| Skok tłoka                                    | 66 mm                             |
| Pojemność                                     | 1991 cm3                          |
| Stopień sprężania                             | 10,5:1                            |
| Stopień sprężania z kontrolerem silnika MS-40 | 11,0:1                            |
| Moc maksymalna                                | 110 kW (150KM) przy 6000 obr./min |
| Obroty maksymalne                             | 6500 obr./min                     |
| Maksymalny moment obrotowy                    | 190 Nm przy 4700 obr./min         |
| Rodzaj paliwa                                 | Benzyna                           |
| Lata produkcji                                | 1990-1992                         |

## M50B20 Vanos (M50B20TU)
| Liczba cylindrów           | 6                                 |
| Średnica cylindrów         | 80 mm                             |
| Skok tłoka                 | 66 mm                             |
| Pojemność                  | 1991 cm3                          |
| Stopień sprężania          | 11,0:1                            |
| Moc maksymalna             | 110 kW (150KM) przy 5900 obr./min |
| Obroty maksymalne          | 6500 obr./min                     |
| Maksymalny moment obrotowy | 190 Nm przy 4200 obr./min         |
| Rodzaj paliwa              | Benzyna                           |
| Lata produkcji             | 1992-1996                         |

## M50B25
| Liczba cylindrów           | 6                                  |
| Średnica cylindrów         | 84 mm                              |
| Skok tłoka                 | 75 mm                              |
| Pojemność                  | 2494 cm3                           |
| Stopień sprężania          | 10,0:1                             |
| Moc maksymalna             | 141 kW (192 KM) przy 6000 obr./min |
| Obroty maksymalne          | 6500 obr./min                      |
| Maksymalny moment obrotowy | 245 Nm przy 4700 obr./min          |
| Rodzaj paliwa              | Benzyna                            |
| Lata produkcji             | 1990-1992                          |

## M50B25 Vanos (M50B25TU)
| Liczba cylindrów                 | 6                                 |
| Średnica cylindrów               | 84 mm                             |
| Skok tłoka                       | 75 mm                             |
| Pojemność                        | 2494 cm3                          |
| Stopień sprężania                | 10,5:1                            |
| Moc maksymalna                   | 141 kW (192KM) przy 5900 obr./min |
| Obroty maksymalne                | 6500 obr./min                     |
| Maksymalny moment obrotowy w E34 | 250 Nm przy 4200 obr./min         |
| Maksymalny moment obrotowy w E36 | 245 Nm przy 4200 obr./min         |
| Rodzaj paliwa                    | Benzyna                           |
| Lata produkcji                   | 1992-1996                         |

## M50B24TU[5]
| Liczba cylindrów           | 6                                                  |
| Średnica cylindrów         | 84 mm                                              |
| Skok tłoka                 | 72 mm                                              |
| Pojemność                  | 2394 cm3                                           |
| Stopień sprężania          | 10,5:1                                             |
| Moc maksymalna             | 188 PS (138 KW; 185 HP) przy 5,900 obr/min         |
| Obroty maksymalne          | 6500 obr./min                                      |
| Maksymalny moment obrotowy | 240 Nm (24,5 kg·m; 177.1 ft·lb) przy 4,200 obr/min |
| Rodzaj paliwa              | Benzyna                                            |
| Lata produkcji             | 1992-1996                                          |